# フェネストレッレ
フェネストレッレ（イタリア語: Fenestrelle）は、イタリア共和国ピエモンテ州トリノ県にある、人口約500人の基礎自治体（コムーネ）。
ヨーロッパ最大級の山岳要塞であるフェネストレッレ要塞 (Fenestrelle Fort) の所在地である。この要塞は17世紀末に建設され、以後19世紀後半にかけて増築が行われた。

## 地理

### 位置・広がり
トリノ県西部、ヴァル・キゾーネに位置するコムーネである。スーザから南へ約12km、セストリエーレから北東へ約16km、ピネローロから北西へ約28km、県都・州都トリノから西へ50kmの距離にある。

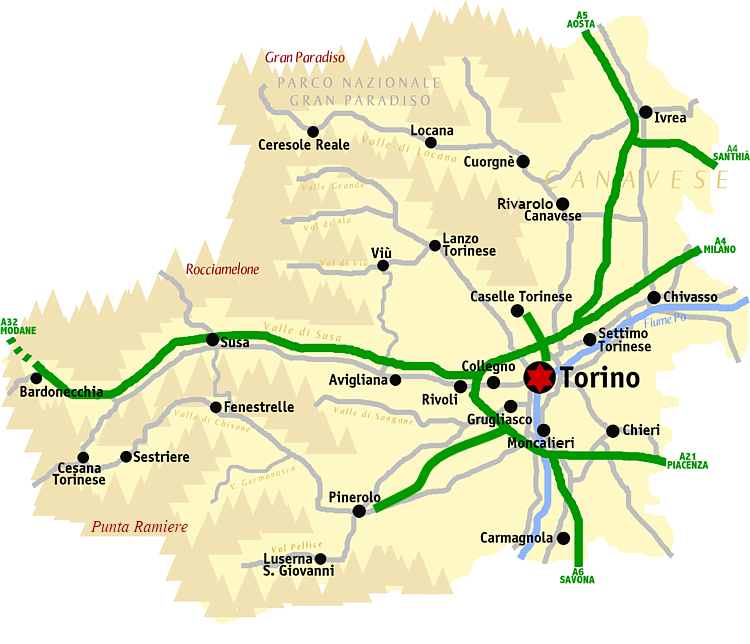
トリノ県概略図

#### 隣接コムーネ
隣接するコムーネは以下の通り。
- マッセッロ
- マッティエ
- メアーナ・ディ・スーザ
- プラジェラート
- ローウレ
- ウッセアウズ

## 行政

### 分離集落
フェネストレッレには、以下の分離集落（フラツィオーネ）がある。
- Champs, Puy, Pequerel, Chambons, Depot, Mentoulles, Granges, Saret, Ville Cloze, La Latta, Fondufaux